# 荒川アンダー ザ ブリッジ
『荒川アンダー ザ ブリッジ』（あらかわアンダー ザ ブリッジ）は、中村光による日本の漫画作品。
本項では、同漫画作品を原作とするテレビアニメ版、実写ドラマ版、その映画版についても記述する。

## 概要
2004年より『ヤングガンガン』（スクウェア・エニックス）で隔号（月1回）連載。『月刊ガンガンWING』に連載されていた『中村工房』のキャラクターが多数登場している。タイトルは荒川とレッド・ホット・チリ・ペッパーズの曲『アンダー・ザ・ブリッジ』に由来。
作者中村光の産休に伴い、ヤングガンガン2011年16号を最後に休載していたが、2012年8号より連載再開。2019年4月時点でコミックス累計発行部数は640万部を突破している。
2015年7月3日、ヤングガンガン No.14をもって完結。
テレビ東京ほかで2010年4月から6月までテレビアニメ第1期、同年10月から12月までテレビアニメ第2期がそれぞれ放送された。また、TBS系列で2011年7月から9月まで実写ドラマが放送され、その映画版が2012年2月に公開された。

## あらすじ
主人公・市ノ宮行は世界のトップ企業社長の御曹司。幼い頃から父に「他人に借りを作るべからず」と教えられ、その教え通りに借りを作らずに生きてきた。しかし、ひょんなことから溺れかけた際、荒川河川敷に住む自称金星人のニノに命を救われる。「命の恩人」という余りに重すぎる借り。その恩返しとしてニノが行に要求したのは「私に恋をさせてくれないか？」ということだった。こうして行はニノの恋人となり、自身も橋の下で生活することになる。荒川の橋下では常識から外れた人々がたくさん住んでいた。行は「リクルート」（通称「リク」）という名前を与えられ、橋下の住人の一人として暮らすことになる。

## 登場人物
「声」はテレビアニメでの声優を示す。
市ノ宮 行（いちのみや こう） / リクルート
声 - 神谷浩史 / 斎藤千和（少年期）
大財閥「市ノ宮グループ」の御曹司であり、父親は市ノ宮カンパニー社長である市ノ宮 積。大学生ながらGOES（ゴーズ）を含む多数の会社を設立・経営している若きエリート。22歳。身長172 cm・体重56 kg（264話では50 kg）。乙女座、A型。8月23日生まれ（14巻より）。
河に落ちたところをニノに助けられ、彼女に借りを返すため、彼女の要望でニノの恋人となり河川敷に住むこととなった。村長に付けられた名前は「リクルート」（通称「リク」）。その名前が気に入らなかった行に「和名を下さい」と言われた村長が挙げたもう一つの名前候補は「内定取れ太」（それを聞いた行は即、リクルートを選んでいる）。その風体からモヤシ呼ばわりされることもある。
幼い頃から英才教育を受けてきたため、学問・運動・芸術のあらゆることに精通している（バイオリンも弾け、かなりの腕前）。また、生まれてからずっとエリートの生活を送ってきたため、変人だらけの河川敷の住人らが引くほどの重度のナルシストでもある。
会社を継いだ時の訓練として大学時代から、学費もマンション代も自分で払ってきたとのこと。
学生時代から相当モテていたが、借りを作らないように、他人とは最低限の関わりしか持ってこなかったために恋愛に関しては「中学生以下」（高井評）。しかも少女漫画を資料にしており、その感覚はどこかズレている。
家訓は「他人に借りを作るべからず」で、その言葉が縫い込まれたネクタイ（家宝。代々市ノ宮家長男に受け継がれてきたもの）を着けている。幼い頃から父親の教え通りに家訓を遵守してきた。そのため他人に作った借りを返さないとストレスで喘息を引き起こしてしまう体質。しかし河川敷での生活を続けていく内に、借りに対する耐性が付き、徐々に喘息を起こさなくなった。
河川敷における仕事は教師。授業にはニノ、鉄人兄弟、ステラが主に参加し、理科の実験を行ったり遊園地を企画したりしている。
河川敷の二代目村長である。シスターとマリアの訓練による過度のストレスでつむじがハゲたことがある。
父親の教えにより、赤ん坊の扱いに慣れていて長けているが、リク自身はその理由についてあまり話したがらず、子どもや赤ん坊は寧ろ嫌っている（曰く、「泣けば許されると思っている」）。
眼鏡をかけ髪形を変えただけでリクは積と瓜二つになる。
本作品におけるほぼ唯一のツッコミであり常識人ではあるが、逆に彼がボケた場合は河川敷住人のほぼ全員からツッコまれる。
ニノ
声 - 坂本真綾
「金星人」を自称する謎の電波系美少女。「地球人の『恋』というものを理解するため」に、リクに「恋をさせてくれないか」と頼み恋人となる。身長159 cm・体重43 kg。
金髪のワンレングスが特徴で、名前の由来である「2-3」と書かれたゼッケンを付けた青ジャージを着ている。当初は無表情で淡白な態度と口調が目立ったが、シスター曰く「リクと付き合い始めてから笑顔をよく見せる」ようになる。滅多に怒らない。
荒川河川敷の仕事は魚獲り。基本的に彼女が作る料理は魚類が中心であるほか、挨拶の際にもいきなり相手の口に鮮魚を突っ込むなどの行動を見せる（作中でリクに「あなたの食の思考は全て魚類にいきつくんですか」と言われている）。何の装備もなしに1時間以上も潜水可能で、遊泳能力もかなり高く、荒川の激流をものともしない。
シスターが作ったクッキーが大好物で目がない。物忘れが激しく、リクに河川敷に住まうように言ったのも「彼の顔を忘れない」ようにするため。あまりに嬉しいと人をバシバシ激しく叩く癖がある。
両親からの贈り物と思しき大量のカセットテープを大切に保管している。他者がこのテープに手を出すと威嚇のポーズを取り、怒り出す。リクが好奇心に負けて聞いてしまった際も、怒って電信柱の上から降りてこなかった。
普段はダンボールハウスに住み、巨大なビロードのベッドについている引き出しの中で寝る。しかし冬の寒い日などは寝たままリクの家に来ることもある。夢遊病の気があり、河原から橋脚まで謎の大ジャンプをしたりと不可解な行動をとる。さらにシスターの訓練によって眠っている間だけ合気道を使うことができるようになっている。
変人ではあるが、怒られたら反省をして二度とそのようなことはしないなど良識もある。
作者は彼女をアヴリル・ラヴィーンの若い頃をモデルにして書いた。男性（命令）口調（当初、一人称は場面によって「私」・「俺」を使い分けていたが、後に「私」に統一された。理由はリクのために勉強して、「彼女」にジョブチェンジしようとしたため。アニメでは最初から「私」）でしゃべる。
村長（そんちょう）
声 - 藤原啓治
荒川河川敷に住むホームレスたちを仕切っている自称620歳の河童。身長176 cm・体重（甲羅含む）85 kg、264話では78 kg（甲羅などを脱ぐと -30 kg）。
河川敷に住むには、村長から名前をもらわなければならないという掟があり、見た目の雰囲気などから（主に適当な）名前を付けられる。
かなり楽天的で、だらだらした生活を送っている。またかなりの気分屋。協調性などは欠片も見られないが、彼のなにげない言葉にはなぜか人を落ち着かせる力が籠（こ）もっている。
自分を河童であると言い張っているが、着ぐるみを着たれっきとした人間。人間だとすぐにバレる行動を取っているが、リク以外は皆本物の河童だと思っている。河童のスーツはかなり高性能（頭の皿を回すと髪が伸び、甲羅に水中ボンベや夏場の暑さ対策で冷却ファンが内蔵されていることも）だが、素材がポリプロピレンであるため火に弱い。複数所持しており、バリエーションも豊富。
P子に好かれているが自分への想いに全く気付いていない。曰く「人間との恋愛なんて考えられない」とのこと。好物はキュウリとP子スペシャル地酒「河川敷」。
単行本13巻でリクルートを新村長に任命しており、その後「かぱちゃんハウス」の最深部の村長しか入れない「特別な部屋」でリクルートと話をする。
ニノを幼少期の頃から知っており、作中の重要なキーパーソンになりつつある。
星（ほし）
声 - 杉田智和
常に星形のマスクを被っている男。橋の下の音楽担当のミュージシャン。24歳。身長179 cm・体重61 kg。牡牛座、B型。
定期的にコンサートを河川敷で開いているが、披露する曲は珍妙な内容のものがほとんど。しかし、ギターの腕は確かである。星型マスクの下には満月の形をしたマスクを重ねて被っている。ヘビースモーカーで、特にセブンスターを好んで吸う。
好きな女性のタイプは「ワンレンの女性」（以前付き合っていた女性もワンレンだった）と言い張るほどニノのことが好き。そのため、ニノの恋人として現れたリクを目の敵にしている。何かにつけて嫌がらせをしたり対立したりするものの、なんだかんだでリクとは仲良くやっており、悪友の関係になりつつある。また、リクと共にツッコミ役をすることが多くなる。
自他共に認めるフェミニストであり、ニノに対しては勿論、P子やアマゾネスなどに対しても、恋愛に関するアドバイスや気遣いを行うことが多い。さらにお洒落にも気を遣っていて、河川敷住人の服装をコーディネートしたこともある。作者曰く「描いてて服装を考えるのが楽しみなキャラ」。
村長と違い人外と言い張るつもりはなく、自分がマスクを被った人間であることを普通に認めている。マスクを外して橋の上にあるコンビニへ買い物に行くこともある。マスクの中の顔は赤茶髪の美形。
4年前まではサードアルバムがオリコンで1位を取るほどの売れっ子ミュージシャンだったが、あくまで作詞・作曲をするプロデューサーの手腕によるものであり、不満を募らせていた。自身が作ったものの使わせてもらえなかった歌やストレスをぶつけただけの即興の歌をニノの家の前で歌っていたことがきっかけで彼女と出会い、自分の歌に素直に称賛をもらったことで惚れたという。しかし、自身が出演した『いいとも』でジョン・レノンに電話をもらい、エルヴィス・プレスリーに電話したなどと言っているため、どこまで本当かは分かっていない。
リクルートが新村長になった時に「俳音（はいね）」と改名されかけた。
シスター
声 - 子安武人
シスターの格好をした元傭兵の美青年。河川敷の教会で毎週日曜にミサを執り行っている。身につけている十字架は八端十字架。29歳。身長208 cm・体重92 kg。水瓶座、A型、国籍はイギリス。
傭兵時代の癖が抜けず、修道服の下は軍服を着ており、大量の銃火器を所有し、第三次世界大戦に備えて教会の地下には核シェルターまで備えている。武器や兵器は勿論、それに類似したものにも過敏に反応することが多く、また命をかけた熱い闘いを見ると最高の笑顔になる。さらに、幽霊が見えたり嘘を見破るという能力も持っている。
孤児院で働いていたこともあり、クッキーやケーキなどのスイーツ作りが得意であったりと家庭的な面もある。村長に恩があるらしく、彼に対してだけは敬語を使う。
マリアとは昔戦場で出会った。頭髪を波平カットにされ、その鮮やかな手際に一目惚れし3年間連れ添い結婚まで考えていたが、某国のスパイだった彼女に敗戦の決め手となるような機密情報を漏らしてしまったという過去がある。彼がポーカーフェイスを保っているのは、波平カットを自分の仲間たちから爆笑されたため。
失われた戦場のスリルを補うために不発弾を抱いて寝ている。
今でもマリアのことが好きだが、彼女からは下僕のように酷い扱いをされている。罵倒による精神的ダメージが限界を超えると、右頬にある傷から血が吹き出る。時折からかうこともあるが、そのたびにキレのある罵倒を浴びせられ、結局大ダメージを負っている。
シロ / 白井 通（しらい とおる）
声 - 大塚芳忠
常に白線を引いて、その上を移動する変なおじさん。後者は本名。43歳。身長176 cm・体重65 kg。蟹座、O型。
もともと一流企業の営業マンだったが、うっかり出張先で「白線から落ちたら、妻が白色コーニッシュになってしまう」というルールで白線渡りゲームを始めてしまった。それ以来6年間、妻の薫と高校生の娘の待つ北海道の自宅には戻っていない。しかし今でも妻子から愛されており、妻には「ホワイトライン オーストラリア杯」に出場するために毎回保証人になってもらっており、思春期真っ盛りであるはずの娘からもとても慕われている。
白線渡りに関しては並ならぬ情熱を持っており、自身を「渡ラー」と称する。自身と価値観の合う者に対しては優しいが、そうでない者やミーハーに対する態度はきつい。白線渡りに備えたトレーニングは場を選ばず行っているらしく、脚力にかけては無類の強さを誇り河原マラソンでは毎回優秀候補筆頭。当初は割りとまともな振る舞いを見せていたが、徐々に空気が読めない、自分勝手な面を露見していく。
愛機の白線引きの名は「コーニッシュ」。見た目では分からないが白線渡りのための様々なカスタマイズがされているという。好きな国道は国道15号。また白い粉を常に必要としているため（フリーマーケットでも「欲しいもの＝白いもの」で、その際に「信用できるものはこれ（白い粉）だけなんでね」と言っている）、白い粉が切れると挙動不審になる。傍からは何か誤解されかねない人に見えてしまう。
普段は腕と足の部分に穴の開いた寝袋を着込んでいて、荒川河川敷での彼の家は、彼がいつも着ている寝袋とのこと。拗ねると蓑虫のように寝袋を着こむ。
河川敷で唯一、マリアの罵倒が全く効かない人物。
鉄人兄弟（てつじんきょうだい）/ 鉄雄（てつお）、鉄郎（てつろう）
声 - 三瓶由布子（鉄雄） / 新谷良子（鉄郎）
超能力者を名乗り、鉄仮面を常に被っている子どもの兄弟。兄の鉄雄は黄色の目の鉄仮面を被っており、弟の鉄郎は緑の目の鉄仮面を被っている。身長90 cm・体重40 kg。双子座、O型。
仮面を外せば、超能力が使えるらしい（本人たち曰く「空も飛べるし、時空も超えられる」）。仕事はドラム缶風呂屋。毎日のようにお揃いの服を着ており、夏の間はセーラー服を、冬の間は黒いパーカーを着てジーンズを穿いている。
彼らの話によれば、「3年前までとある研究所にNo. 29、No. 30という番号で収容されていた」といい、「地獄のようなその場所から脱走し河川敷に流れ着いた」らしい。研究所にいた頃に都内JR線の駅名を電極を直接脳に挿して覚えさせられ、脱走した今でもそれらの駅名を寝言で言うようになってしまった。それにより「鉄ちゃん」の「鉄」から取って「鉄人」という名前を付けられたらしい。
当初は星と同じくリクを敵視していたが、リクから泳ぎを教わったことを期に、彼によく懐くようになった。また同年代であるステラとも良き友人（師弟？）関係を築いている。
初登場時はやや長身に描かれていたが、物語の進行と同時に身長が縮んで小柄な体型となっていったが、自分たちの超能力の影響であると説明されている。
P子（ピーこ）
声 - 小見川千明
河川敷住人の食べる野菜を作っている少女。葉っぱを思わせるアホ毛がある。ニノの親友で冬の間は野菜の種や苗を探す旅に出ている。22歳。身長130 cm・体重は秘匿。魚座、B型。
変人揃いの河川敷住人の中では割合マトモな性格をしており、リクに代わって他の住人にツッコミを行うこともある。その反面、殺人的なドジっ娘でもある。昔は彼女の野菜作りに荒川河川敷の住人たちが手伝いに来ていたらしいが、彼女のドジで命を落としかねないため今では誰も手伝わない。また、村長への恋（後述）を始め、何かと恵まれない境遇に巻き込まれることが多い。本人は遠くまで苗を探しに行けるという理由で車の免許を欲しがっているが（「殺人的なドジっ娘」であるため）リクに止められている。しかし本人曰く二輪には乗っている。
野菜をこよなく愛しており、河川敷の住人たちの好みに合わせて育てている。傷付いた野菜の心をケアするために、「野菜ジゴロPニュート」と名乗る濃いキャラクターにジョブチェンジし、謎の歌や踊りを披露することもある。
村長に恋しているため、彼の好物のキュウリを特に多く栽培している。アタックを仕掛けたことも多々あるが、村長が鈍いため中々気付いてもらえない。その反面、リクやニノ、星などの住人には知られている。
年齢に反してかなり小柄の子供体型で、そのことは当人にとって大きなコンプレックスとなっている。また恋の話にも敏感だが、自他を問わずヤンデレとなって暴走する傾向もある。
正月は父親のトラックで実家に帰省している。父親は「種族が違う人を愛してそれを成就させたすごい人」、母親は「いつもビニールハウスにいる」らしい。
リクルートが新村長になったときに「豊美（とよみ）」と改名されかけた。
ステラ
声 - 斎藤千和
シスターを追ってイギリスからやってきた孤児院育ちの少女。髪型はツインテール。獅子座、O型。「ステラ」の名前はシスターが攻撃ヘリコプターのステラから名付けた。素直で無垢な普通の少女を装っているが、本性は広島弁でしゃべるヤクザである。物語の進行につれ口調は広島弁に統一されている。
孤児院にいた頃はシスターと共に数々の修羅場をくぐり抜けており、そのため戦闘力は非常に高く、銃を構えたシスターの首を抑えられる数少ない人物。マリアに勝負を挑んだ頃からは、怒りや嫉妬心などにより体が巨大化（通称拳王）することもしばしばあり、その人間離れした能力にリクや星を驚かせている。
夢は橋の下のみんなで「家族（ファミリー）」になること（ただし狙っているのはファーザーの座）とシスターを守れるくらい大きくなること。鉄人兄弟と仲が良く、彼らを舎弟に置いているが上下関係はなく、普通の友達のように遊んでいる。
マリア
声 - 沢城みゆき
家畜を飼育しているグラマーな美女。河川敷住人の食べる卵・乳製品を作っている。身長168 cm・体重（暗器含む）85 kg。蠍座、AB型。
生粋のサディストで、人を苛めた時に最高に良い笑顔を見せる。シスター曰く「寝起きのマリアはSの化身」。シスターに好かれているが、全く気にしていないどころかそれを知っていてわざとシスターに毒舌を吐く。またそれ以外にも、リクや星をターゲットに毒を吐くことがある。反面女性には優しく庇護的態度を見せるが、一定期間誰も虐めないでいると禁断症状が現れ、女性であっても誰彼構わず毒を吐くようになる。自分がからかわれた際にはより毒舌が冴え渡るという。
華奢な体躯からは想像もできない位強く、拳王状態のステラが軽くあしらわれるほどである。ハサミなど小型の武器を使用する。持ち技は相手を一瞬で波平カットにするという恐ろしい秘技「"サ○エ'sファーザー"」。その戦闘力はシスターと互角であり、村長曰く「風神雷神のごとく拮抗」。
某国の元スパイらしく、シスターとは戦場で出会った。その時シスターにハニートラップを仕掛け、3年間連れ添った挙句に「敗戦の決め手となった」機密情報を獲得したらしい。それを含め、スパイであった過去は度々シスターに（実力行使で）口止めしている。当時の異名は「美しきミサイル迎撃装置」。
数少ない弱点として、罵倒が全く効かないシロの存在と、スパイ時代の過去を暴露されることが挙げられる。
彼女の過去はシスターもよく知らないが、マリア本人は「今までの人生からじゃ考えられないくらい今がとても幸せ」と言っている。
ラストサムライ
声 - 中村悠一
髷を結ったTシャツ・ジーンズ姿の青年。一人称は「拙者」で、語尾に「ござる」を付ける。また、相手の名前を呼ぶ際は最後に「殿」を付け、誰に対しても丁寧語でしゃべる。身長178 cm・体重68 kg。山羊座、O型。
橋の下での仕事は美容師で、鋏の代わりに日本刀で髪をカットする。彼の髪を切る速さはまさに神速である（ただし、シスターだけは刀の動きを見切ってしまうため、散髪のたびに騒ぎになる）。
実家は武家の血筋。河川敷に来る以前はカリスマ美容師として主に女性に持て囃されたイケメン青年だった。しかし、女の子たちの言いなりに店を動かしていくうちに自分のしたいカットが分からなくなる。心を落ち着けようと家宝の刀を河川敷で振り回していた時に村長と出会い、その言葉で自分が本当にやりたいことを見つけ、今の姿に落ち着いた。
河川敷に来てからは己の信念を象徴する「まげない」という文字の書かれたTシャツをいつも着ている。このTシャツを始め、独特のプリントが描かれたTシャツは河川敷の美容室で買える。
村長への気持ちを絶対に曲げないP子のことが好きだが、想いは伝えずにいる。
リクルートが新村長になったときに「武士（たけし）」と改名されかけた。
ビリー
声 - 立木文彦（ナレーションも兼役）
オウムのマスクを被ったハードボイルドな男。ジャクリーンの恋人。タイハクオウム4歳。身長180 cm・体重74 kg。獅子座、A型。
ジャクリーンへのぶっきらぼうながら揺るぎない愛と、漢らしさを体現する渋い言動は、ことあるごとにリクや星をも痺れさせ「アニキ」と呼ばれている。夏でも常にスーツを着ている。「ビリー」はロカビリーの略。村長と同じく、人外と言い張っている。「三歩歩いたら過去のことは全部忘れる」のがポリシー。胸には煙草を仕舞っているが、中に入っているのは小松菜。
元は関東最大最強の組織「国鳥会」の伝説的なヤクザだったが、組長の女であったジャクリーンに手を出して、2人で逃げて現在に至る。彼が常に被っているオウムのマスクは、彼が所属していた「国鳥会」の物で、荒川河川敷に住んでからも常に被っている。なお、「国鳥会」へは彼女を奪い取った記念日に組長の元へ行き、風切羽を詰めるというケジメをつけた。
河川敷での立場はシロと並んで無職。
ジャクリーン
声 - 後藤邑子
女王蜂の格好をした美女で、ビリーの恋人。弱気で穏やかな性格。年齢はビリーより年上。身長165 cm・体重47 kg。射手座、B型。
橋の下での仕事はエステティシャン。冬でも常にミニスカートを穿いている。ビリーがいないと酷く取り乱し、「5m以上離れると死んでしまう」らしい。
本人曰く「巣には三万匹の子どもと一万匹のダンナがいる」らしく、ビリーとは不倫関係にある。元はビリーが所属していた組の組長の女だったらしく、その頃に着ていた綺麗な花の模様が描かれた着物を今でも持っており、着ると怖い性格に戻る。また、極道関係の者を相手にする際も、極妻時の口調に戻る。
料理は大の苦手で、さすがのビリーも彼女の料理は少し口にしただけで吐いてしまうほどである（ジャクリーンには「吐き戻し（求愛行動）」として見られている）。
亀有（かめあり）／甘食（あましょく）
国民的No.1アイドル「カツーン」のメンバー。
ファッションブランドイメージをまとわされすぎたせいで、服を着ることそのものに嫌悪感を抱いている。そのため普段の撮影時は常に全裸で、後で服をCG合成して誤魔化しているらしい。服を脱がされると嬉しそうな顔をする。
「裸のままでいられる場所に行きたい」という思いで、河川敷への移住をリクに申し入れる。一度は亀有病が治っていなかった河川敷住人の洗礼を受けて逃走するが、それ以降何度も移住を試みている。最終的に自分は「人間」ではなく「イースト菌の妖精」であると名乗ったことで、河川敷住民として受け入れられた。
その後、新村長となっていたリクから「甘食」という名をもらう。ニノと面識があるらしく、その登場により物語がクライマックスへと向かうきっかけとなる。
モチーフはKAT-TUNの亀梨和也。

### その他の登場人物
市ノ宮 積（いちのみや せき）
声 - 小山力也
リクの父であり、市ノ宮カンパニーの社長。常に眼鏡をかけている。42歳。身長175 cm・体重59 kg。天秤座、A型（リクと同じ）。
リク同様の喘息体質の持ち主で、「他人に借りを作るべからず」という家訓を徹底して貫いている。リクはネクタイにだが、積はネクタイと下着のパンツ（家宝。代々市ノ宮家家長に受け継がれてきたもの）にも家訓が縫い込まれた物を穿いている。自身に逆らう者は例え息子でも容赦しない厳格な男。リクが彼を苦手とする理由はその厳格さのためでもあるが、幼少期に「育ててもらった借りを返す」上で様々なトラウマを植え付けられたためでもある。眼鏡をかけ髪形を変えただけで、リクは積と瓜二つである。
常に無表情であるが、メディアに露出する際は人が変わったようににこやかな表情を見せる。流石にリクのことを過度に溺愛する高井のことは苦手に思っており、島崎の報告から高井は消してほしいと述べている。
自身の妻・春子（故人）に対し、「自らの人生最大で唯一の過ち」と語っており、結婚に対し否定的でありリクにもそのように教育している。恋愛に関してもあまりいい意識を持っていない様子。ニノと初対面の時には既に「行（リク）の恋人」として知っていて、胸中で「（ニノが春子に）似ている」ということを語っている。上記の通りの性格ではあるが、家族をどうでもいいと思っているわけではなく、行（リク）からの電話を取ることができない状態に少し思いをはせたり、ペンダントのロケットの中に亡くなった妻の写真を入れているなどの一面を持つ。
市ノ宮 春子（いちのみや はるこ）
リクの母。故人。積の両親によって決められた結婚相手で、積が「自らの人生最大で唯一の過ち」と語る人物。
結婚前から難病に侵されており、余命幾許もない中で積と結婚した。家訓を守るために奔走する積を温かく見守るその姿は、積のこれまでの生き方の価値観に少なからず影響を与えた。リクを出産すると同時に他界する。
高井 照正（たかい てるまさ）
声 - チョー
リクが外で経営する会社の有能な秘書。リクを溺愛している。髪の毛が後退している51歳。身長174cm・体重59kg。山羊座、A型。
10年前に家庭への無関心が原因で妻に逃げられ茫然自失となっていたが、当時小学生だったリクの指示メールを読むことが心の支えとなって立ち直り、それ以来彼に精神的依存をしている。
ニノと出会い変化していくリクを感涙するほど喜ばしく思っているが、ニノには嫉妬の余り姑のような態度を取ることもある。その行きすぎた接し方は傍から見ると同性愛を思わせるほどであり、リク本人を始め河川敷住民からも気味悪がられている。『行様お気に入りショット集』という独自のアルバムを製作している。
自身のエゴの形を体現し、リクと共に金星（？）行きのロケットで飛び立った。その後リクより遅れて地球に帰還し、以降は「行様の魂のステージレベルを上げる」ために行動するようになる。
島崎（しまざき）
声 - 田中理恵
リクの会社「GOES」の社員。黒のストレートの長髪で、クールな雰囲気の美女。32歳。身長169cm・体重50kg。蟹座、A型。
表向きは高井と同じくリクの会社の社員だが、積からの命令でリクの動向を探っている。さらに産業スパイで双方の会社から情報の横流しをしている。
ニノのことも探っているが、調査を続ける内にニノの持つ「莫大な価値ある物」について探り当て、己の野心のために積にそれを隠し続け、河川敷の監視を続けている。
ふとしたことがきっかけでシロに惚れてしまい、徐々に彼にあやかった奇行に走るようになる。挙句に任務を忘れて河川敷住民になろうとし、村長から「女スパイ」という名をもらった。
田舎の出身らしく、感情が高ぶると口調が方言になる。幼少期はかなり貧乏な家庭で育ったらしく、本人はそのことをあまり思い出したくないらしい。
謎の男
声 - 藤原啓治
積による荒川河川敷再開発計画を裏で阻止した、神出鬼没な謎の人物。島崎が荒川を探っていることにも脅迫のような態度を取って止めさせようとしている。
常に和装に身を包んでおり、アマゾネスからは「ボス」と呼ばれている。荒川を守っている。国土交通省に顔が利き、資金もある模様。ニノのことを大切に思っており、守り続けている。
くわばらぽてち / 地球防衛軍隊長
声 - 関智一
萌え系の少女漫画『ぴーなっツインズ』を描いている青年漫画家。28歳。身長162cm・体重48kg。双子座、B型。
本名不明。「くわばらぽてち」はペンネームである。これは彼の担当が勝手につけた名前で、本人はあまり気に入っていない。荒川河川敷で村長と星に出会い、抑圧していたSF漫画への情熱を解放され「地球防衛軍隊長」を名乗り始める。
後に荒川の河川敷の住人をモデルにしたSF漫画「ギャラクシーアンダーザブリッジ」の連載を開始し、一部でカルト的人気を得て長期連載となった。
リクが彼の住人化を阻止しようと嘘をついたせいで、リクとニノを金星人と思い込み警戒している。二人の気持ちの真意を試すべく、一時期腐葉土のメンバーとして活動したこともあった。
そこそこ売れている漫画家であるが、毎回締め切りに追われているらしく、ネガティブな一面を見せることもある。
アマゾネス
声 - 小林ゆう
リクが野球のボールを捜しに行かされた時、埼玉の河原で出会った屈強な少女。肌の露出の多い鎧を身に着け、天狗の面を着けた男3人を従えている。17歳。身長198cm・体重は自称りんご2個分。牡牛座、A型。
初登場時の口調はいわゆる“片言”だったが、自分の正体をごまかすため、初登場の回のラストから女子高生口調の片言へと変化した。
見かけによらず病弱。普段は厚化粧をしていて、声もごついが、素顔はかなりの美少女。
好物のアイス「ガリガリ様」の当たりを一発で引き当てたリクに惚れる。天狗たちの協力を得てリクにアタックを続けていたが、後に自分に恋愛に対するアドバイスをくれた星に心変わりした。
謎の男の命令で荒川上流の地下にある宇宙ステーションのような施設にあるロケットを守るため、周辺を24時間監視している。
天狗3人衆
声 - 中村悠一
アマゾネスと共に「秘宝」を守る、黒髪二人、金髪一人の青年たち。ビキニの上部分と「恥じらい」「Cカップ」などと描かれた変なTシャツを着ていて、アマゾネスはこの3人を女だと主張している。名前を呼ぶ時は、Tシャツに書かれた文字で呼び合う。
アマゾネスのことを心底大事に思っており、彼女の恋を成就させるためにあらゆるサポートを行う（後述）。催眠術を使うことができ、アマゾネスがリクに片想いをしていた頃にはリクに催眠術を何度もかけていた。
ヤス
声 - 中村悠一
「国鳥会」に所属する、ビリーの弟分。ツバメ。興奮すると頭から飾り羽根が生える。
組を抜けたビリーと違い、「国鳥会」に残り続けているため、河川敷に姿を見せることはあまりない。高井がリクを溺愛するのと同じレベルで、ビリーに心酔している。そのためジャクリーンとは恋敵の関係にある。
もぐら
モグラのマスクを被った、怪しい組織「腐葉土」のリーダー。村長曰く「恐ろしいふわふわアゴの持ち主」。村長と因縁がある。
組員はショッカーのような格好をしている。組織の真の目的は不明だが、マルチ商法紛いの活動をしており島崎も被害に遭っている。潜水艦を少なくとも3隻は所有しており資金力も高い。
ニノを金星へ打ち上げる計画が失敗した後は、ぽてちとコンビを組んで月刊漫画誌「少年ヤンヤン」でアンケート1位をとることを目指す。
バド・ギンズバーグ
アメリカで活動する元パパラッチ。星のスキャンダルをすっぱ抜いた人物。パパラッチの職業を通じて大金を手に入れたが、そのやり口のあくどさから妻に見放された。
撮影に関する実力はあり、星からも「いい写真を撮る」と評されている。
イリィ・ギンズバーグ
バドの娘。クールな性格。父の帰りを母親と共に8年間待っていた。
金星人の幽霊
本作終盤で登場。金色の長髪を持つ、容姿端麗な青年。常に全裸でいる。元々は金星に住んでいたが、ある目的のため地球にやってくる。

## 書誌情報

### 単行本
- 中村光 『荒川アンダー ザ ブリッジ』 スクウェア・エニックス〈ヤングガンガンコミックス〉、全15巻
  1. 2005年8月25日発行、ISBN 4-7575-1481-6
  2. 2005年12月25日発行、ISBN 4-7575-1576-6
  3. 2006年5月25日発行、ISBN 4-7575-1683-5
  4. 2006年12月25日発行、ISBN 4-7575-1836-6
  5. 2007年5月25日発行、ISBN 4-7575-2018-2
  6. 2007年12月25日発行、ISBN 978-4-7575-2162-9
  7. 2008年5月25日発行、ISBN 978-4-7575-2267-1
  8. 2008年12月25日発行、ISBN 978-4-7575-2430-9
  9. 2009年10月25日発行、ISBN 978-4-7575-2686-0
  10. 2010年4月24日発行、ISBN 978-4-7575-2858-1
  11. 2010年10月25日発行、ISBN 978-4-7575-3037-9
  12. 2011年7月25日発行、ISBN 978-4-7575-3297-7
  13. 2013年4月25日発行、ISBN 978-4-7575-3945-7
  14. 2014年5月24日発行、ISBN 978-4-7575-4156-6
    - 「フィギュア付き初回限定特装版」、ISBN 978-4-7575-4155-9

  15. 2015年11月20日発行、ISBN 978-4-7575-4790-2

### 関連書籍
- 『荒川アンダー ザ ブリッジ THE FINAL LAUNCH 15+α』2015年11月20日発行、ISBN 978-4-7575-4791-9

## テレビアニメ
第1期
2010年4月4日から6月27日にかけてテレビ東京ほかで放送された。全13話。第14回文化庁メディア芸術祭アニメーション部門審査員推薦作品。
2009年8月9日のヤングガンガンFes.でアニメ化が発表され、同年12月発行の『ヤングガンガン』2009年24号・2010年1号の合併号で、2010年4月から放送されることが明らかにされた。2010年4号では主要キャラクターの声優の名前が本編中のキャラクターのジャージにさりげなく書きこまれているという異例の方法で発表された。
第2期『荒川アンダー ザ ブリッジ×ブリッジ』
2010年6月27日の第1期最終回放送後に第2期の製作決定が告知され、同年10月から12月にかけてテレビ東京ほかにて放送された。全13話。
このアニメ終了後、2012年1月8日開始の『アクエリオンEVOL』までテレビ東京日曜深夜1時台後半枠のアニメは1年間中断となる。

### 特徴
- ストーリー展開は一部カットされているものの原作に忠実である。監督の新房昭之は「荒川の世界観が独特なので、あまり違うテイストのものを混ぜると全然違う作品になってしまう。雑味のない作品にするのがいいだろうなと思っていました」と語っている[6]。少女らしい言動のステラや長身に描かれた鉄人兄弟といった、原作初期のキャラクター設定も変更されることなく再現されている。
- 第1期第5話以降、随所に立木文彦によるナレーションが挿入されるようになる。立木はナレーションの他にもビリーやモブキャラクターの声を担当している。
- 本編以外（エンディング・予告）で実写版キャラクターが登場している（1期では村長、2期では星が追加）。
- 村長はアメーバブログでブログ「橋の下から2010[7]」を書いており、実写の村長の画像も見ることができる。
- オープニングは第1期・第2期ともに山本沙代（『ミチコとハッチン』の監督など）が絵コンテを担当している。新房監督曰く「原作者が女性だから女性の感性を取り入れたいと思い、お願いした」のだという[8]。
- 橋は原作と同じく千住大橋がモデル（河川敷は荒川・千住新橋近辺）だが、実際にはリクの家のある橋脚は存在しない。
- 好きなキャラクターは新房監督がリクとニノ、シリーズディレクター・宮本幸裕が高井、シリーズ構成・赤尾でこは村長だという[8]。

### スタッフ
|                              | 第1期            | 第2期            |
| ---------------------------- | ---------------- | ---------------- |
| 原作                         | 中村光           | 中村光           |
| 監督                         | 新房昭之         | 新房昭之         |
| シリーズディレクター         | 宮本幸裕         | 宮本幸裕         |
| シリーズ構成・脚本           | 赤尾でこ         | 赤尾でこ         |
| キャラクターデザイン         | 杉山延寛         | 杉山延寛         |
| 美術監督                     | 東厚治           | 東厚治           |
| 色彩設計                     | 滝沢いづみ       | 滝沢いづみ       |
| 撮影監督                     | 内村祥平         | 内村祥平         |
| 編集                         | 松原理恵         | 松原理恵         |
| 音楽                         | 横山克           | 横山克           |
| 音響監督                     | 鶴岡陽太         | 鶴岡陽太         |
| プロデューサー               | 宿利剛           | 宿利剛           |
| アニメーションプロデューサー | 久保田光俊       | 久保田光俊       |
| アニメーションプロデューサー | N/A              | 岩城忠雄         |
| アニメーション制作           | シャフト         | シャフト         |
| 製作                         | 荒川UB製作委員会 | 荒川UB製作委員会 |

### 主題歌
第1期
オープニングテーマ
「ヴィーナスとジーザス」（2BRIDGE - 4BRIDGE、6BRIDGE - 13BRIDGE）
作詞・作曲 - ティカ・α / 編曲 - 近藤研二 / 歌 - やくしまるえつこ
（オープニングアニメーション : 絵コンテ - 山本沙代　演出 - 龍輪直征）
「タイトルなんて自分で考えなさいな」 (5BRIDGE)
作詞 - 三重野瞳 / 作曲・編曲 - 横山克 / 歌 - マリア（沢城みゆき）
（オープニングアニメーション : 児玉徹郎、DIRECTIONS）

エンディングテーマ「逆様ブリッジ」
作詞・作曲 - 渡辺健二 / 編曲・歌 - スネオヘアー
（エンディングアニメーション：絵コンテ・演出 - 龍輪直征）

第2期
オープニングテーマ
「COSMOS vs ALIEN」（1BRIDGE×2 - ）
作詞・作曲 - ティカ・α / 編曲 - 近藤研二 / 歌 - やくしまるえつこ
（オープニングアニメーション : 絵コンテ - 山本沙代　演出 - 中村亮介）
「行様☆Go!Summer!!〜いや、行くのは金星だから〜 」（10BRIDGE×2）
作詞 - 三重野瞳 / 作曲・編曲 - 横山克 / 歌 - 高井（CV：チョー） / 台詞 - シロ、ビリー、ジャクリーン（CV - 大塚芳忠、立木文彦、後藤邑子）

エンディングテーマ
「赤いコート」（2BRIDGE×2 - ）
作詞・作曲 - 渡辺健二 / 編曲・歌 - スネオヘアー
「逆様ブリッジ」（13BRIDGE×2）
作詞・作曲 - 渡辺健二 / 編曲・歌 - スネオヘアー

### 各話リスト
| 話数                                       | サブタイトル | 絵コンテ                          | 演出                              | 作画監督 | 総作画監督     | 初放送日      |       |       |       |       |       |       |       |       |       |       |       |       |       |       |       |       |       |       |
| 第1期                                      | 第1期        | 第1期                             | 第1期                             | 第1期 | 第1期          | 第1期         | 第1期 | 第1期 | 第1期 | 第1期 | 第1期 | 第1期 | 第1期 | 第1期 | 第1期 | 第1期 | 第1期 | 第1期 | 第1期 | 第1期 | 第1期 | 第1期 | 第1期 | 第1期 |
| ------------------------------------------ | ------------ | --------------------------------- | --------------------------------- | --- | -------------- | ------------- | ----- | ----- | ----- | ----- | ----- | ----- | ----- | ----- | ----- | ----- | ----- | ----- | ----- | ----- | ----- | ----- | ----- | ----- |
| 1                                          | 1 BRIDGE     | 小俣真一                          | 宮本幸裕                          | 杉山延寛 高野晃久 | 杉山延寛       | 2010年 4月5日 |       |       |       |       |       |       |       |       |       |       |       |       |       |       |       |       |       |       |
| 2                                          | 2 BRIDGE     | 小俣真一                          | 小俣真一                          | 石川雅一 本多美乃 | 小菅和久       | 4月12日       |       |       |       |       |       |       |       |       |       |       |       |       |       |       |       |       |       |       |
| 3                                          | 3 BRIDGE     | 成田歳法                          | 成田歳法                          | 竹森由加 長谷川亨雄 鈴木奈都子 八代きみこ 山吉一幸                                                                                | 杉山延寛       | 4月19日       |       |       |       |       |       |       |       |       |       |       |       |       |       |       |       |       |       |       |
| 4                                          | 4 BRIDGE     | 森義博 小俣真一 清水久敏 成田歳法 | 遠藤晋                            | 石川雅一 本多美乃 鎌田均 村司晃英                                                                                                 | 小菅和久       | 4月26日       |       |       |       |       |       |       |       |       |       |       |       |       |       |       |       |       |       |       |
| 5                                          | 5 BRIDGE     | 小俣真一                          | 木村延景                          | たむらかずひこ 柳瀬譲二 | 杉山延寛       | 5月3日        |       |       |       |       |       |       |       |       |       |       |       |       |       |       |       |       |       |       |
| 6                                          | 6 BRIDGE     | 鈴木利正                          | 美甘義人                          | 本多美乃 池田早香 上田恵未 | 小菅和久       | 5月10日       |       |       |       |       |       |       |       |       |       |       |       |       |       |       |       |       |       |       |
| 7                                          | 7 BRIDGE     | 鎌田祐輔 森義博 龍輪直征          | 鎌田祐輔                          | 野田めぐみ 長谷川亨雄 竹森由加 | 杉山延寛       | 5月17日       |       |       |       |       |       |       |       |       |       |       |       |       |       |       |       |       |       |       |
| 8                                          | 8 BRIDGE     | 佐山聖子                          | 森義博 [ 注 3 ] 遠藤晋 [ 注 4 ]   | 石川雅一 [ 注 4 ] 本多美乃 [ 注 4 ] 鎌田均 村司晃英 [ 注 4 ]                                                                      | 小菅和久       | 4月19日       |       |       |       |       |       |       |       |       |       |       |       |       |       |       |       |       |       |       |
| 9                                          | 9 BRIDGE     | 板村智幸                          | 板村智幸                          | 高野晃久 岩崎安利 [ 注 5 ] | 杉山延寛       | 5月31日       |       |       |       |       |       |       |       |       |       |       |       |       |       |       |       |       |       |       |
| 10                                         | 10 BRIDGE    | 成田歳法                          | 遠藤晋 [ 注 3 ] 小俣真一 [ 注 4 ] | 野田めぐみ [ 注 3 ] 竹森由加 [ 注 3 ] 松浦里美 [ 注 3 ] 飯飼一幸 [ 注 3 ] 本田美乃 [ 注 4 ] KIM YONG-SIK [ 注 4 ] 横田守 [ 注 4 ] | 小菅和久       | 6月7日        |       |       |       |       |       |       |       |       |       |       |       |       |       |       |       |       |       |       |
| 11                                         | 11 BRIDGE    | 小俣真一 佐山聖子 森義博          | 小俣真一                          | 本田美乃 KIM YONG-SIK 横田守 | 小菅和久       | 6月14日       |       |       |       |       |       |       |       |       |       |       |       |       |       |       |       |       |       |       |
| 12                                         | 12 BRIDGE    | サトウシンジ                      | 木村延景                          | 高野晃久 村山公輔 鎌田均 | 杉山延寛       | 6月21日       |       |       |       |       |       |       |       |       |       |       |       |       |       |       |       |       |       |       |
| 13                                         | 13 BRIDGE    | 桑原智 小俣真一                   | 美甘義人                          | 本田美乃 鎌田均 KIM YONG-SIK | 小菅和久       | 6月28日       |       |       |       |       |       |       |       |       |       |       |       |       |       |       |       |       |       |       |
| 第2期『荒川アンダー ザ ブリッジ×ブリッジ』 |              |                                   |                                   | |                |               |       |       |       |       |       |       |       |       |       |       |       |       |       |       |       |       |       |       |
| 1                                          | 1 BRIDGE×2   | 佐山聖子                          | 宮本幸裕                          | 高野晃久 村山公輔 | 杉山延寛       | 10月4日       |       |       |       |       |       |       |       |       |       |       |       |       |       |       |       |       |       |       |
| 2                                          | 2 BRIDGE×2   | 今千秋                            | 小俣真一                          | 小菅和久 KIM YONG-SIK | たむらかずひこ | 10月11日      |       |       |       |       |       |       |       |       |       |       |       |       |       |       |       |       |       |       |
| 3                                          | 3 BRIDGE×2   | 佐山聖子                          | 志村千里                          | 佐藤天昭 二宮壮史 | 杉山延寛       | 10月18日      |       |       |       |       |       |       |       |       |       |       |       |       |       |       |       |       |       |       |
| 4                                          | 4 BRIDGE×2   | 板村智幸                          | 遠藤晋                            | 片山みゆき | たむらかずひこ | 10月25日      |       |       |       |       |       |       |       |       |       |       |       |       |       |       |       |       |       |       |
| 5                                          | 5 BRIDGE×2   | もりやまゆうじ 小俣真一           | 川畑喬                            | 潮月一也 高野晃久 田中春香 | 杉山延寛       | 11月1日       |       |       |       |       |       |       |       |       |       |       |       |       |       |       |       |       |       |       |
| 6                                          | 6 BRIDGE×2   | 桑原智                            | 間島崇寛                          | 小林利充 藤原未来夫 | たむらかずひこ | 11月8日       |       |       |       |       |       |       |       |       |       |       |       |       |       |       |       |       |       |       |
| 7                                          | 7 BRIDGE×2   | 成田歳法                          | 浅利藤彰                          | 青木一紀 | 杉山延寛       | 11月15日      |       |       |       |       |       |       |       |       |       |       |       |       |       |       |       |       |       |       |
| 8                                          | 8 BRIDGE×2   | 佐山聖子                          | のがみかずお                      | - | たむらかずひこ | 11月22日      |       |       |       |       |       |       |       |       |       |       |       |       |       |       |       |       |       |       |
| 9                                          | 9 BRIDGE×2   | 小俣真一                          | 小俣真一                          | 木下由美子 空島カルタ KIM YONG-SIK                                                                                                | たむらかずひこ | 11月29日      |       |       |       |       |       |       |       |       |       |       |       |       |       |       |       |       |       |       |
| 10                                         | 10 BRIDGE×2  | 佐山聖子                          | 志村千里                          | 村山公輔 山下喜光 | 杉山延寛       | 12月6日       |       |       |       |       |       |       |       |       |       |       |       |       |       |       |       |       |       |       |
| 11                                         | 11 BRIDGE×2  | 西村聡                            | 向井雅浩                          | 片山みゆき | 杉山延寛       | 12月13日      |       |       |       |       |       |       |       |       |       |       |       |       |       |       |       |       |       |       |
| 12                                         | 12 BRIDGE×2  | 佐山聖子                          | 浅利藤彰                          | 小林利充 空島カルタ | たむらかずひこ | 12月20日      |       |       |       |       |       |       |       |       |       |       |       |       |       |       |       |       |       |       |
| 13                                         | 13 BRIDGE×2  | 池添隆博                          | 川畑喬                            | 潮月一也 高野晃久 菱沼祐樹 | 杉山延寛       | 12月27日      |       |       |       |       |       |       |       |       |       |       |       |       |       |       |       |       |       |       |

### 放送局
| 放送地域       | 放送局         | 放送期間                       | 放送日時           | 放送系列       | 備考                                                                           |
| 第1期          | 第1期          | 第1期                          | 第1期              | 第1期          | 第1期                                                                          |
| -------------- | -------------- | ------------------------------ | ------------------ | -------------- | ------------------------------------------------------------------------------ |
| 関東広域圏     | テレビ東京     | 2010年4月4日 - 6月27日         | 日曜 25:35 - 26:05 | テレビ東京系列 |                                                                                |
| 福岡県         | TVQ九州放送    | 2010年4月5日 - 6月28日         | 月曜 26:23 - 26:53 | テレビ東京系列 |                                                                                |
| 大阪府         | テレビ大阪     | 2010年4月6日 - 6月29日         | 火曜 26:05 - 26:35 | テレビ東京系列 |                                                                                |
| 愛知県         | テレビ愛知     | 2010年4月7日 - 6月30日         | 水曜 25:28 - 25:58 | テレビ東京系列 |                                                                                |
| 岡山県・香川県 | テレビせとうち | 2010年4月8日 - 7月1日          | 木曜 25:58 - 26:28 | テレビ東京系列 |                                                                                |
| 北海道         | テレビ北海道   | 2010年4月9日 - 7月2日          | 金曜 26:00 - 26:30 | テレビ東京系列 |                                                                                |
| 日本全域       | AT-X           | 2010年4月10日 - 7月3日         | 土曜 8:30 - 9:00   | CS放送         | リピート放送あり                                                               |
| 滋賀県         | びわ湖放送     | 2010年7月9日 - 10月1日         | 金曜 26:00 - 26:30 | 独立UHF局      |                                                                                |
| 鹿児島県       | 鹿児島テレビ   | 2010年9月9日 - 12月2日         | 木曜 26:10 - 26:40 | フジテレビ系列 |                                                                                |
| 日本全域       | チャンネルNECO | 2012年2月6日 - 4月30日         | 月曜 23:30 - 24:00 | CS放送         | リピート放送あり 2月6日 - 9日に別枠で全話一挙放送 実写映画版の製作委員会に参加 |
| 第2期          |                |                                |                    |                |                                                                                |
| 関東広域圏     | テレビ東京     | 2010年10月3日 - 12月26日       | 日曜 25:35 - 26:05 | テレビ東京系列 |                                                                                |
| 福岡県         | TVQ九州放送    | 2010年10月4日 - 12月27日       | 月曜 26:23 - 26:53 | テレビ東京系列 |                                                                                |
| 大阪府         | テレビ大阪     | 2010年10月5日 - 12月28日       | 火曜 26:00 - 26:30 | テレビ東京系列 |                                                                                |
| 愛知県         | テレビ愛知     | 2010年10月6日 - 12月29日       | 水曜 25:28 - 25:58 | テレビ東京系列 |                                                                                |
| 岡山県・香川県 | テレビせとうち | 2010年10月7日 - 12月30日       | 木曜 25:58 - 26:28 | テレビ東京系列 |                                                                                |
| 北海道         | テレビ北海道   | 2010年10月8日 - 12月27日       | 金曜 26:00 - 26:30 | テレビ東京系列 |                                                                                |
| 日本全域       | AT-X           | 2010年10月9日 - 2011年1月1日   | 土曜 8:30 - 9:00   | CS放送         | リピート放送あり                                                               |
| 滋賀県         | びわ湖放送     | 2010年10月15日 - 2011年1月14日 | 金曜 26:00 - 26:30 | 独立UHF局      |                                                                                |
| 日本全域       | チャンネルNECO | 2012年5月7日 - 7月30日         | 月曜 23:30 - 24:00 | CS放送         | リピート放送あり                                                               |

| テレビ東京 日曜25:35 - 26:05枠                             | テレビ東京 日曜25:35 - 26:05枠    | テレビ東京 日曜25:35 - 26:05枠 |
| 前番組                                                     | 番組名                            | 次番組                         |
| ---------------------------------------------------------- | --------------------------------- | ------------------------------ |
| はなまる幼稚園 ※25:30 - 26:00深・ケロロ軍曹 ※26:00 - 26:30 | 荒川アンダー ザ ブリッジ          | 週刊ゲーム番長 ※バラエティ番組 |
| テレビ東京 日曜25:35 - 26:05枠                             |                                   |                                |
| 週刊ゲーム番長                                             | 荒川アンダー ザ ブリッジ×ブリッジ | TOKYO DRIFT GIRLS              |

## Webラジオ
2010年4月19日から12月27日までテレビアニメの放送に合わせ、Webラジオ『荒川FM』（あらかわエフエム）が音泉で隔週月曜日に配信された。全19回。
パーソナリティ
- 藤原啓治（村長 役）
- 小見川千明（P子 役）

内容・概要
- タイトルロゴには「F」に「FUJIWARA」、「M」に「OMIGAWA」と小さく文字が振ってある。
- このラジオがきっかけで2人は「けーちゃん」「ちーちゃん」と呼び合うようになった。P子役の小見川は実際にミニトマトを育てており、温泉の収録風景画像内で公開されていた。

### コーナー
いざっ!アンダー ザ ブリッジ（#4まで）
「荒川」の住人たちが色々な事情があって橋の下で暮らしているのにちなんで、長い人生どんなことがあっても大丈夫なように、生活の知恵、サバイバルの知識、うまく世の中を渡っていく術を紹介するコーナー。しかし「蝉をから揚げにすると美味しい」「トカゲを薬にするとよい」などといったような、サバイバルの知識に特化した際どいコーナーとなり始めたり、それが元となってリスナーがあまりにも専門的な知識を送ってくるようになってしまったため、第4回放送で最終回を迎えた。
Beautiful Name村長!
村長役の藤原がリスナーに名前を付けるコーナー。プロフィールや、リスナーのことが分かるエピソード、橋の下に来たらできる仕事などを考えて付けられる。藤原は「このコーナー、嫌いじゃないけど苦手なんだよ」と語っていて、このコーナーになると藤原のテンションが微妙に下がる。
ファンタジースターオミガワ
小見川が杉田演じる星の代わりにリスナーから届いた歌詞を元にオリジナルソングを鼻歌風に「ふん♪ふふん♪」するコーナー。藤原やゲストがコーラスや効果音として参加することもある。
ドS作法365
沢城演じるマリアのドSキャラにちなみ、リスナーが考えた罵倒セリフ（パーソナリティー、ゲストに読んでほしいセリフも可）を紹介し、世界で1番言われてしんどい罵倒セリフは何なのか決めるコーナー。
オミガワ アンダー ザ ケイジ
小見川と藤原が初対面であったことから、お互いの（ゲスト出演時にはゲストの）いいところを1つずつ見つけて、距離を縮めていくコーナー。
荒川ナンバー1!（#5より）
荒川河川敷の住人たちの中で、さまざまなナンバー1を決めていくコーナー（例「騙されそうな人ナンバー1は？」「授業参観に来てほしくないキャラナンバー1は？」など）。
第4回放送で最終回を迎えた「いざっ!アンダー ザ ブリッジ」の代替コーナーとして始まった。

### ゲスト
- 5月17日 (#3) - 坂本真綾（ニノ役）
- 6月14日 (#5) - 斎藤千和（ステラ役）
- 7月12日 (#7) - 宿利剛（キングレコードプロデューサー）
- 7月26日 (#8) - 杉田智和（星役）
- 8月9日 (#9) - 沢城みゆき（マリア役）
- 9月6日 (#11) - 子安武人（シスター役）
- 9月20日 (#12) - 神谷浩史（リク役）
- 10月18日 (#14) - 小林ゆう（アマゾネス役）
- 11月29日 (#17) - 神谷浩史（リク役）・杉田智和（星役）※公録イベントゲスト
- 12月13日 (#18) - 中村光（原作者）

## 実写作品
飯塚健の監督・脚本により、テレビドラマが毎日放送製作で2011年7月より9月までTBS系列を中心に放送された。またテレビドラマと同じキャスト・スタッフによる映画『荒川アンダー ザ ブリッジ THE MOVIE』が2012年2月4日から公開された。

### キャスト
- キャスティングの経緯[9]
  - 脚本開発段階で、シスター役に城田優、マリア役に片瀬那奈の起用を決めていた。プロデュースを手掛けた石田雄治いわく、「シスターは城田優しかいないと思うんだよ」とのこと。
  - 原作者のこだわりもあり、リク役とニノ役の決定までには長い時間がかかっている。キャスト案になかなか原作者のイメージに合う役者がいなかったため、スタッフは何度も色々な人に当たることになった。最終的に原作者も納得の上、林遣都と桐谷美玲の起用が決まった。
  - ようやくキャストが決まりだした頃、小栗旬が村長役に立候補してきた。小栗は原作のファンであり、電話による直談判で起用となった。その際小栗が、星役に山田孝之が出演したい旨を話したことにより、山田の起用も決定した。
  - ステラ役には人気子役の起用も考えたが、必ず子役でなければならない鉄人兄弟との兼ね合いで、大人の女優を起用することになり、結果徳永えりの起用が決定した。

#### 主要人物
市ノ宮 行 / リク
演 - 林遣都（7歳の行 大橋律 / 12歳の行 小林三起）
大財閥の御曹司。市ノ宮グループ 株式会社GOES取締役社長。
市ノ宮家訓 「他人に借りを作るべからず」を頑なに守っている。村長にリクルート、理屈からリクと名付けてもらう。
ステラたちに青空教室で言葉を教え、最初に「宝物」という言葉の意味を教えた。
ニノ
演 - 桐谷美玲
自称、金星人。ニノサンというジャージをいつも着ている。金星人は泳ぎが上手で低血圧、いつも手が冷たい。人をおんぶする習慣がない。
血液型はE型、趣味は水星観測。引力と磁場の関係で地球にいる間は荒川を離れることができない。
何か嫌なことがあると気が静まるまで木の上で過ごし、最大3日間いたことがある。住人の間では「極悪非道の3DAYS」と呼ばれている。

#### 荒川河川敷住人
村長
演 - 小栗旬
自分を河童だと信じている河川敷の村長。みんなの幸せを願っている。
荒川河川敷住人は村長にあだ名を付けてもらう慣わしになっている。
村長にかかればできないことはないらしく、季節外れの5月に桜を咲かせた。
星
演 - 山田孝之
元売れっ子ミュージシャン。荒川河川敷住人を癒す曲を作るのが仕事。
ロックに生きる熱い男だが気が小さく、器も小さい。
シスター
演 - 城田優
元傭兵。本物のサブマシンガン（銃刀法違反行為）を所持している。緊迫した世界で生きてきたので、無心になれるケーキ作りや料理が得意。
マリア
演 - 片瀬那奈
ドSなサディスト美女。荒川河川敷にマリアの牧場を作り、ほとんどそこで住人の乳製品が賄われている。
P子
演 - 安倍なつみ
ドジな不思議系な女の子。「P子の野菜畑」で、村長の好きなきゅうりなど家庭菜園をしている。
ビリー
演 - 平沼紀久
タイハクオウム。元ヤクザで定期的に米俵をどこからか運んでくる。
本名 橘京一、20年間任侠道の先頭を走ってきたが親分の愛人に手を出し、罰として「今日からタイハクオウムとして生きろ」と命じられる。
ジャクリーン
演 - 有坂来瞳
女王蜂、ビリーの恋人。マッサージで住人を癒す。
本名 佐藤直美、荒川河川敷に住むまではホステスとして働き、親分の愛人だった。
ステラ
演 - 徳永えり
精神年齢7歳の少女。実年齢は不明。ボンタン狩りと称してリクの真っ黒なポルシェを盗み売り飛ばす。
毎年、ゴールデンウィークと七夕を迎えると家族で過ごした思い出がよみがえり、ブルーな気持ちになる。
原作とは違い髪の色は茶髪となっており、服装も異なっている。
鉄人兄弟（鉄雄・鉄郎）
演 - 末岡拓人（鉄雄） / 益子雷翔（鉄郎）
いつも鉄仮面を被っている。ステラの手下。
衣装は原作と同様のセーラー服の他、実写版オリジナルの衣装を着る場面もある。
ラストサムライ
演 - 駿河太郎
元カリスマ美容師。最後というロゴが入ったTシャツを着ている（原作・アニメ版との違いとして、Tシャツの上にカーディガンを羽織っている）。日本刀で住人の髪をカットする。
P子のことが好きで見守り続けてきた。でも、その想いは儚くもまだ届かない。
シロ
演 - 手塚とおる
白線に拘る謎のオッサン。線を引いている傍らに空き缶を集めて缶ビールに変えている。
北海道から送られてくる奥さんの手紙と子供の写真を大切にしており、時折それを見て微笑んでいる。
ラストサムライから「星の扱いがうまい」と賞賛された。

#### 大財閥 市ノ宮グループ
市ノ宮 積
演 - 上川隆也
リクの父親。大財閥 市ノ宮グループ代表。
高井 照正
演 - 浅野和之
リクの第1秘書。
島崎
演 - 井上和香
リクの第2秘書。
謎の男
村長と同じ。
裏で荒川工事を止めた人物。

#### その他のキャスト
高屋敷交通大臣
演 - 髙嶋政宏
トリオ三兄弟
演 - ぎたろー、高木正晃、田口智也
引越し業者、ヘヘイヘイ。キャッチコピーは「ひっこし（大冒険）はボーダラインの向こう側へ」。
クラスメイト
演 - 澤﨑珠樹
リク（小学生時代）の同級生。
親分
演 - 中村隆天
ビリーがかつてお世話になっていた組の親父。
ヤス
演 - 山本浩司
ビリーのヤクザ時代の舎弟、顔面に包帯を巻いた男。血が繋がった兄弟のようにビリーを慕い、リスペクトしている。

### ロケ
- 撮影は茨城県や栃木県などで行われた。
  - 茨城県では常総市や守谷市がロケ地となり、常総市の鬼怒川河川敷では荒川河川敷村のセットを組んで撮影を行っている[10]。
  - 栃木県栃木市（旧西方町）の本城橋付近では、荒川に架かる橋のシーンが2011年4月から5月にかけて撮影された[11]。
  - 千葉県千葉市のNTT幕張ビルは、市ノ宮カンパニー社屋として登場している。

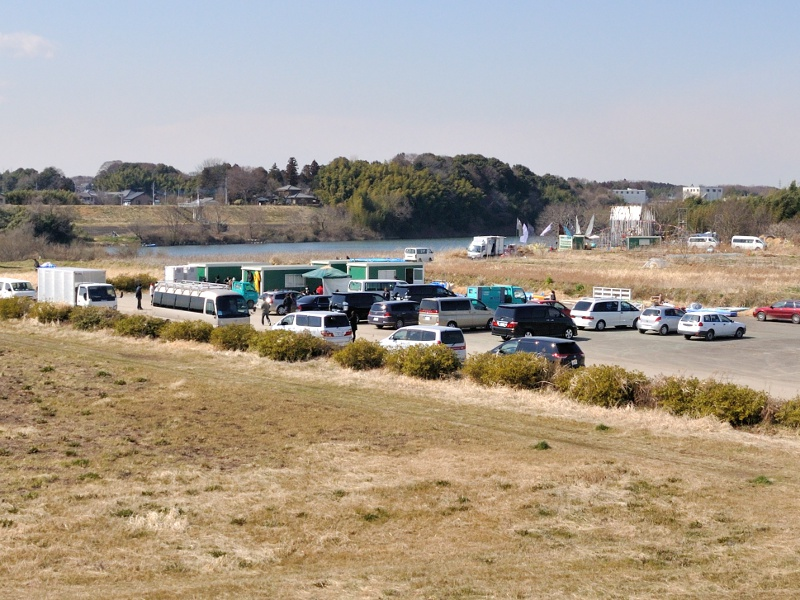
荒川河川敷村ロケ地
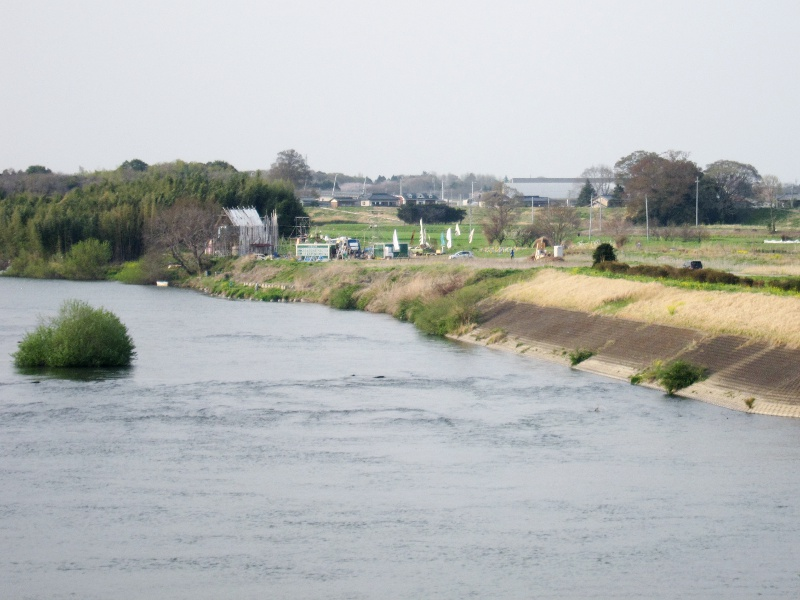
荒川河川敷村セットと鬼怒川
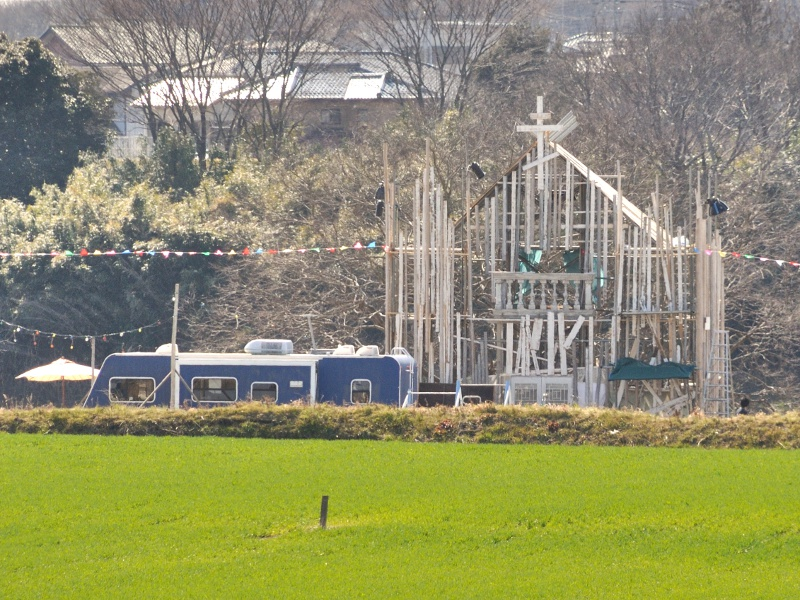
荒川河川敷村の教会と星のトレーラーハウス
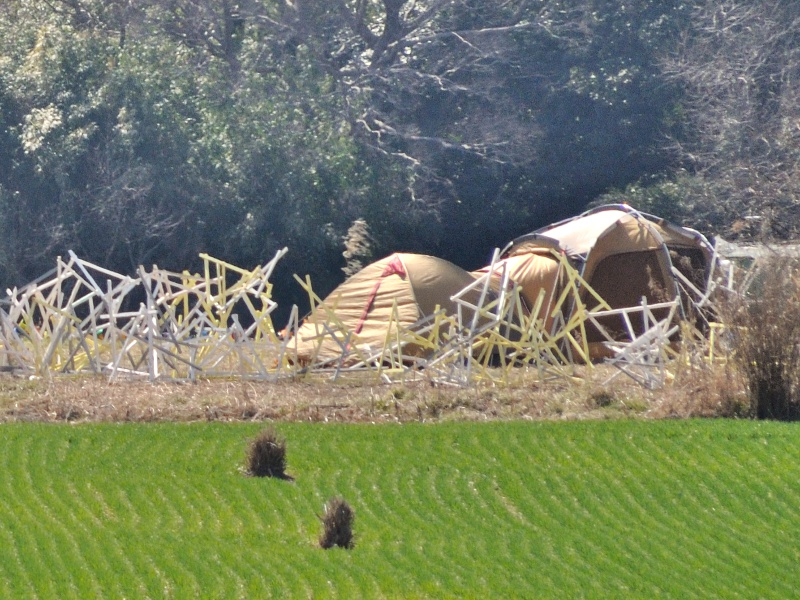
荒川河川敷村のリクのテント
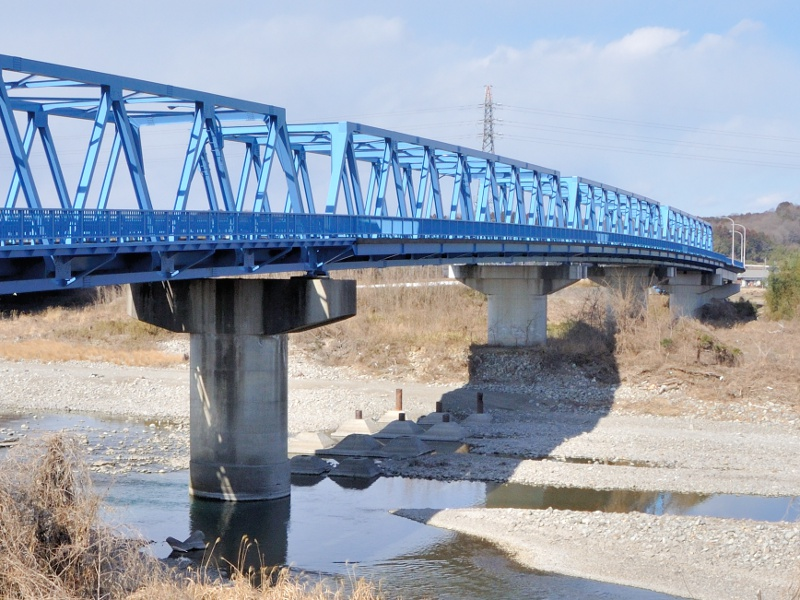
本城橋（栃木県栃木市）
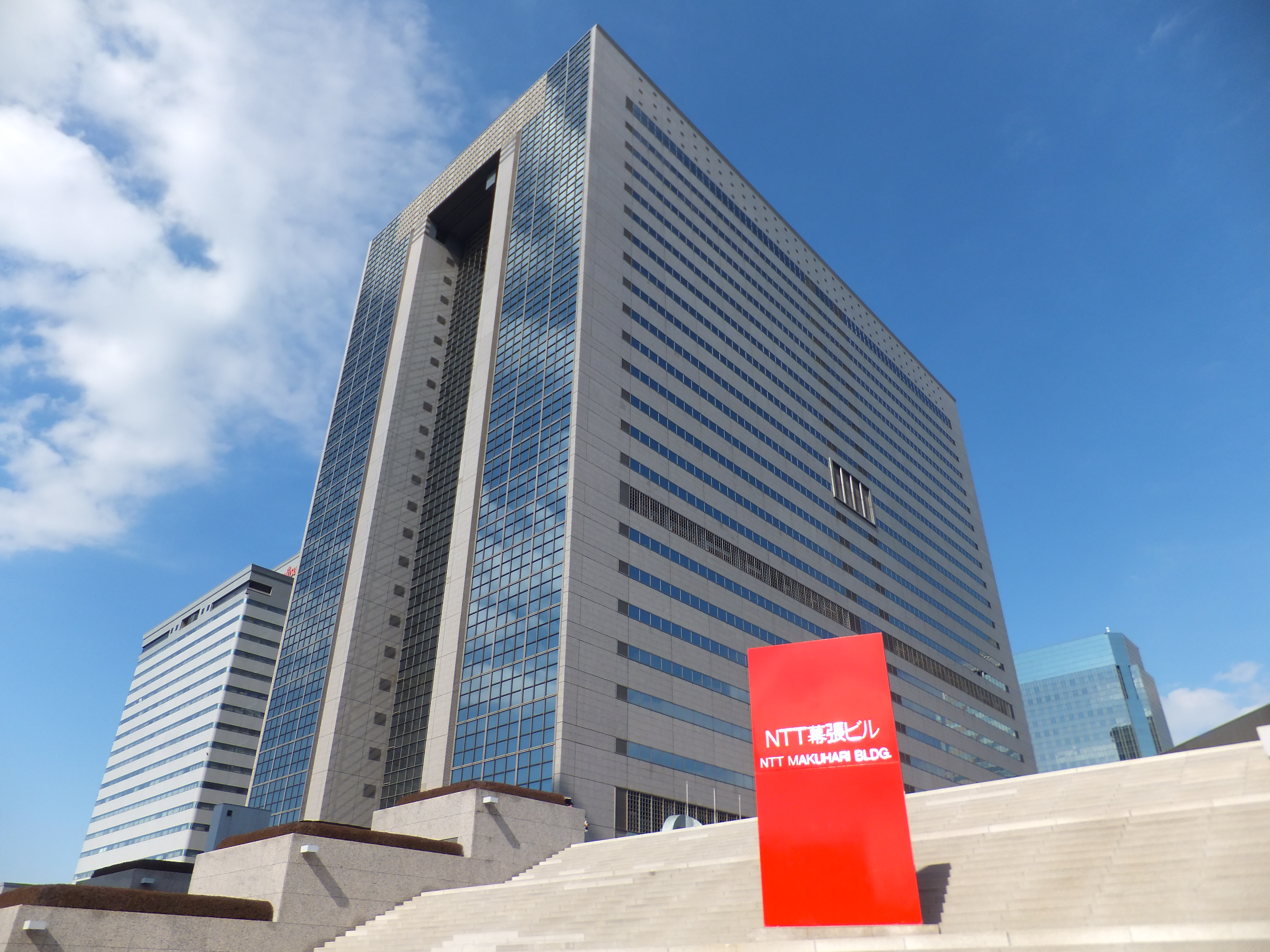
NTT幕張ビル（千葉県千葉市）

### テレビドラマ
キャッチコピーは「河童はお金じゃ買えないモノを教えてくれた。…そして僕は金星人に恋をした。」。

#### スタッフ（テレビドラマ）
- 原作 - 中村光（「ヤングガンガン」スクウェア・エニックス刊）
- 監督・脚本 - 飯塚健、原桂之介
- 企画 - 田口浩司、大月俊倫、村松俊亮
- プロデューサー - 宿利剛、杉山剛、丸山博雄、石田雄治、宇田川寧
- 共同プロデューサー - 倉重宣之、松本整
- 制作プロデューサー - 柴原祐一
- ラインプロデューサー - 本島章雄
- 撮影 - 相馬大輔
- 照明 - 佐藤浩太
- 録音 - 田中博信
- 美術 - 相馬直樹
- 特殊造形 - 百武朋
- VFXスーパーバイザー - 小坂一順
- 音楽 - 海田庄吾
- メイク - 内城千栄子
- 編集 - 飯塚健、石田泉
- キャスティング - 田端利江
- 助監督 - 黒田健介
- 制作担当 - 篠宮隆浩
- 音響効果 - 松浦大樹
- 監督助手 - 馬越可奈
- 撮影助手 - 水野滋人
- 照明助手 - 金子秀樹
- 録音助手 - 反町憲人
- 特殊造形助手 - 並河学
- スクリプター - 石川愛子
- オンライン - 浦部直弘
- MA - 村上浩
- レコーディング&ミックスエンジニア - 田中栄一
- アシスタントエンジニア - 秦正憲、北川俊介
- 車輌 - 山下こて
- 制作デスク - 山田麻以、荒川みさ子
- 協力 - アクティブシネクラブ、日本照明、アンテリオールスタジオ、Spicadesign、シネマユース、サウンドシティ、片渕涼太 (ma-n gra)
- 宣伝プロデューサー - 西田佑子、安藤ひと実
- 宣伝 - 船瀬沙紀子、中澤陽子
- ホームページ - 宮岡修武、加々本裕樹
- 編成 - 池邊真左哉、佐藤恒子
- ポスターデザイン - 吉田絵美 (E-graf)
- 原作協力 - 北村敦、渡辺希和
- 企画協力 - 金子美里、小林亜理
- 製作プロダクション - スモーク、ダブ
- 宣伝 - ショウゲート
- 製作 - AUTBパートナーズ（キングレコード、ソニー・ミュージックエンタテインメント、博報堂DYメディアパートナーズ、スクウェア・エニックス、日活、ショウゲート、スモーク）、毎日放送

#### 主題歌（テレビドラマ）
- Galileo Galilei「さよならフロンティア」 (SME Records)

#### 放送リスト
| 話数              | 放送局 | サブタイトル | 放送日                         | 脚本                               | 監督                               |
| ----------------- | ------ | --- | ------------------------------ | ---------------------------------- | ---------------------------------- |
| 第1話             | TBS    | episode 1 - episode 3 episode1 Kappa's Prologue （河童の前口上） episode2 Debt Man （借りを作った男） episode3 Should Meet Person （会うべき人）                                                                                         | 2011年7月26日                  | 飯塚健                             | 飯塚健                             |
| 第1話             | MBS    | episode 1 - episode 3 episode1 Kappa's Prologue （河童の前口上） episode2 Debt Man （借りを作った男） episode3 Should Meet Person （会うべき人）                                                                                         | 2011年7月30日                  | 飯塚健                             | 飯塚健                             |
| 第2話             | TBS    | episode 4 - episode 6 episode4 What's Here? （なんなんだここは…） episode5 Welcome Party （歓迎パーティー） episode6 Structure of Riverside （河川敷村のなりたち）                                                                       | 2011年8月02日                  | 飯塚健                             | 飯塚健                             |
| 第2話             | MBS    | episode 4 - episode 6 episode4 What's Here? （なんなんだここは…） episode5 Welcome Party （歓迎パーティー） episode6 Structure of Riverside （河川敷村のなりたち）                                                                       | 2011年8月06日                  | 飯塚健                             | 飯塚健                             |
| 第3話             | TBS    | episode 7 - episode 9 episode7 Children On The Sky （少年の夢は青空へ） episode8 Brand New Season （春は、はじまりの季節） episode9 Japanese Tea （お茶会）                                                                              | 2011年8月09日                  | 飯塚健                             | 飯塚健                             |
| 第3話             | MBS    | episode 7 - episode 9 episode7 Children On The Sky （少年の夢は青空へ） episode8 Brand New Season （春は、はじまりの季節） episode9 Japanese Tea （お茶会）                                                                              | 2011年8月13日                  | 飯塚健                             | 飯塚健                             |
| 第4話             | TBS    | episode 10 - episode 12 episode10 Takara Means Treasure? （たからものってものですか？） episode11 Love Under The JINGI 1st Part （ラブ アンダー ザ 仁義 前篇） episode12 Love Under The JINGI Latter Part （ラブ アンダー ザ 仁義 後篇） | 2011年8月16日                  | 原桂之介                           | 原桂之介                           |
| 第4話             | MBS    | episode 10 - episode 12 episode10 Takara Means Treasure? （たからものってものですか？） episode11 Love Under The JINGI 1st Part （ラブ アンダー ザ 仁義 前篇） episode12 Love Under The JINGI Latter Part （ラブ アンダー ザ 仁義 後篇） | 2011年8月20日                  | 原桂之介                           | 原桂之介                           |
| 第5話             | TBS    | episode 13 - episode 15 episode13 Blue Hearts （青い憂鬱と想いモノ） episode14 Cherry X'mas （季節外れのクリスマス） episode15 Presents （メリーシラスマス）                                                                             | 2011年8月23日                  | 飯塚健                             | 飯塚健                             |
| 第5話             | MBS    | episode 13 - episode 15 episode13 Blue Hearts （青い憂鬱と想いモノ） episode14 Cherry X'mas （季節外れのクリスマス） episode15 Presents （メリーシラスマス）                                                                             | 2011年8月27日                  | 飯塚健                             | 飯塚健                             |
| 第6話             | TBS    | episode 16 - episode 18 episode16 Indigo Blue （彼女が髪を洗った理由と彼が涙した理由） episode17 What's The Date? （デートってなんだ？） episode18 That's Date! （異星間交流）                                                           | 2011年8月30日                  | 飯塚健                             | 飯塚健                             |
| 第6話             | MBS    | episode 16 - episode 18 episode16 Indigo Blue （彼女が髪を洗った理由と彼が涙した理由） episode17 What's The Date? （デートってなんだ？） episode18 That's Date! （異星間交流）                                                           | 2011年9月03日                  | 飯塚健                             | 飯塚健                             |
| 第7話             | TBS    | episode 19 - episode 21 episode19 washing （洗濯） episode20 Selection （選択） episode21 confession （告白） | 2011年9月06日                  | 飯塚健                             | 飯塚健                             |
| 第7話             | MBS    | episode 19 - episode 21 episode19 washing （洗濯） episode20 Selection （選択） episode21 confession （告白） | 2011年9月10日                  | 飯塚健                             | 飯塚健                             |
| 第8話             | TBS    | episode 22 - episode 24 episode22 Rainy Rainy （何も言えなくて…梅雨） episode23 Incredible Stella （シスターブートキャンプの成果） episode24 Unrequited Love's Pain （偏恋痛）                                                           | 2011年9月13日                  | 飯塚健 (ep.22) 原桂之介 (ep.23,24) | 飯塚健 (ep.22) 原桂之介 (ep.23,24) |
| 第8話             | MBS    | episode 22 - episode 24 episode22 Rainy Rainy （何も言えなくて…梅雨） episode23 Incredible Stella （シスターブートキャンプの成果） episode24 Unrequited Love's Pain （偏恋痛）                                                           | 2011年9月17日                  | 飯塚健 (ep.22) 原桂之介 (ep.23,24) | 飯塚健 (ep.22) 原桂之介 (ep.23,24) |
| 第9話             | TBS    | episode 25 - episode 27 episode25 Remember The Titans （タイタンズを忘れない 前編） episode26 Remember The Titans （タイタンズを忘れない 後編） episode27 Upside Down （花が/逆さまに/咲いてるみたいだ）                                 | 2011年9月20日                  | 飯塚健                             | 飯塚健                             |
| 第9話             | MBS    | episode 25 - episode 27 episode25 Remember The Titans （タイタンズを忘れない 前編） episode26 Remember The Titans （タイタンズを忘れない 後編） episode27 Upside Down （花が/逆さまに/咲いてるみたいだ）                                 | 2011年9月24日                  | 飯塚健                             | 飯塚健                             |
| 第10話 （最終話） | TBS    | episode 28 - episode 30 episode28 Daydream （七月の風） episode29 Maybe True （眠れない夜は） episode30 Festival （縁を結ぶ日） | 2011年9月27日                  | 飯塚健                             | 飯塚健                             |
| 第10話 （最終話） | MBS    | episode 28 - episode 30 episode28 Daydream （七月の風） episode29 Maybe True （眠れない夜は） episode30 Festival （縁を結ぶ日） | 2011年9月24日 ※第9話と連続放送 | 飯塚健                             | 飯塚健                             |

- 第5話は31分、第6話は10分遅れでの放送。

#### ネット局
- 深夜ドラマとしては異例の33局ネット（現時点で放送・放送予定がない地域は、系列局のない佐賀県（サガテレビ、フジテレビ系列）のみ）。また、TBS系列BSデジタル放送局のBS-TBSでは放送予定がない一方で、2012年1月から独立局のBS11にて放送が開始された。

| 放送地域       | 放送局             | 放送期間                              | 放送日時                              | ナビ放送               | 放送系列                      | 備考                                |
| -------------- | ------------------ | ------------------------------------- | ------------------------------------- | ---------------------- | ----------------------------- | ----------------------------------- |
| 関東広域圏     | TBSテレビ          | 2011年7月26日 - 9月27日               | 火曜 24:55 - 25:25                    | 7月19日 24:30 - 24:58  | TBS系列                       | 製作局より4日先行 最終話のみ3日遅れ |
| 近畿広域圏     | 毎日放送           | 2011年7月30日 - 9月24日               | 土曜 24:30 - 24:58                    | 7月23日 24:30 - 24:58  | TBS系列                       | 製作局 第9・最終話は2話連続放送     |
| 新潟県         | 新潟放送           | 2011年7月31日 - 10月2日               | 日曜 24:50 - 25:20                    | 未放送                 | TBS系列                       |                                     |
| 青森県         | 青森テレビ         | 2011年8月1日 - 10月4日                | 月曜 24:25 - 24:55                    | 未放送                 | TBS系列                       |                                     |
| 石川県         | 北陸放送           | 2011年8月1日 - 10月4日                | 月曜 24:55 - 25:25                    | 未放送                 | TBS系列                       |                                     |
| 熊本県         | 熊本放送           | 2011年8月3日 - 10月6日                | 水曜 24:25 - 24:55                    | 未放送                 | TBS系列                       |                                     |
| 岡山県・香川県 | 山陽放送           | 2011年8月4日 - 10月7日                | 木曜 24:55 - 25:25                    | 未放送                 | TBS系列                       |                                     |
| 山口県         | テレビ山口         | 2011年8月4日 - 10月7日                | 木曜 25:20 - 25:50                    | 未放送                 | TBS系列                       |                                     |
| 静岡県         | 静岡放送           | 2011年8月4日 - 10月7日                | 木曜 25:35 - 26:05                    | 未放送                 | TBS系列                       |                                     |
| 秋田県         | 秋田放送           | 2011年8月6日 - 10月1日                | 土曜 25:45 - 26:15                    | 未放送                 | 日本テレビ系列                | 第7・8話、第9・10話は2話連続放送    |
| 岩手県         | IBC岩手放送        | 2011年8月12日 2011年8月17日 - 10月5日 | 金曜 13:55 - 15:25 水曜 25:00 - 25:30 | 8月12日 13:55 - 14:25  | TBS系列                       | ナビから第2話まで連続               |
| 愛媛県         | あいテレビ         | 2011年8月12日 - 10月14日              | 金曜 25:20 - 25:50                    | 未放送                 | TBS系列                       |                                     |
| 北海道         | 北海道放送         | 2011年8月14日 - 10月16日              | 日曜 24:56 - 25:28                    | 未放送                 | TBS系列                       |                                     |
| 宮崎県         | 宮崎放送           | 2011年8月15日 - 10月17日              | 月曜 24:55 - 25:25                    | 未放送                 | TBS系列                       |                                     |
| 福岡県         | RKB毎日放送        | 2011年8月16日 - 10月25日              | 火曜 24:55 - 25:25                    | 未放送                 | TBS系列                       |                                     |
| 福島県         | テレビユー福島     | 2011年8月22日 - 10月24日              | 月曜 24:50 - 25:20                    | 未放送                 | TBS系列                       |                                     |
| 福井県         | 福井放送           | 2011年8月26日 - 11月11日              | 金曜 24:58 - 25:28                    | 未放送                 | 日本テレビ系列 テレビ朝日系列 |                                     |
| 長崎県         | 長崎放送           | 2011年8月30日 - 11月1日               | 火曜 24:55 - 25:25                    | 未放送                 | TBS系列                       |                                     |
| 富山県         | チューリップテレビ | 2011年8月31日 - 11月2日               | 水曜 24:42 - 25:12                    | 未放送                 | TBS系列                       |                                     |
| 山梨県         | テレビ山梨         | 2011年9月19日 - 9月30日               | 月 - 金曜 16:20 - 16:50               | 未放送                 | TBS系列                       |                                     |
| 広島県         | 中国放送           | 2011年9月20日 - 10月18日              | 火曜 23:45 - 24:50                    | 未放送                 | TBS系列                       | 2話ずつ放送                         |
| 鹿児島県       | 南日本放送         | 2011年9月27日 - 11月29日              | 火曜 24:10 - 24:40                    | 未放送                 | TBS系列                       |                                     |
| 高知県         | テレビ高知         | 2011年9月28日 - 11月30日              | 水曜 23:50 - 24:20                    | 未放送                 | TBS系列                       |                                     |
| 長野県         | 信越放送           | 2011年9月30日 - 12月2日               | 金曜 24:50 - 25:20                    | 未放送                 | TBS系列                       |                                     |
| 大分県         | 大分放送           | 2011年9月30日 - 12月2日               | 金曜 25:25 - 25:55                    | 未放送                 | TBS系列                       | [ 注 10 ]                           |
| 沖縄県         | 琉球放送           | 2011年10月7日 - 12月9日               | 金曜 25:55 - 26:25                    | 未放送                 | TBS系列                       |                                     |
| 鳥取県・島根県 | 山陰放送           | 2011年10月11日 - 12月13日             | 火曜 24:55 - 25:25                    | 10月4日 24:55 - 25:25  | TBS系列                       |                                     |
| 山形県         | テレビユー山形     | 2011年10月12日 - 12月14日             | 水曜 24:45 - 25:15                    | 未放送                 | TBS系列                       |                                     |
| 徳島県         | 四国放送           | 2011年10月14日 - 12月16日             | 金曜 10:55 - 11:25                    | 未放送                 | 日本テレビ系列                |                                     |
| 宮城県         | 東北放送           | 2011年10月19日 - 12月21日             | 水曜 23:50 - 24:20                    | 10月12日 23:50 - 24:20 | TBS系列                       | D×D〜ドラマナイト〜 第1枠           |
| 中京広域圏     | 中部日本放送       | 2012年1月3日 2012年1月4日             | 火曜 26:10 - 28:10 水曜 25:25 - 28:25 | 未放送                 | TBS系列                       | 4話連続放送 6話連続放送             |
| 日本全域       | BS11               | 2012年1月4日 - 3月7日                 | 水曜 23:30 - 24:00                    | 未放送                 | BS放送                        |                                     |
| 日本全域       | TBSチャンネル      | 2012年2月8日 - 2月9日                 | 水・木曜 25:00 - 27:30                | 未放送                 | CS放送                        | 5話連続放送                         |
| 日本全域       | TBSチャンネル      | 2012年2月12日 - 3月11日               | 日曜 23:00 - 24:00                    | 未放送                 | CS放送                        | 2話連続放送                         |
| 日本全域       | チャンネルNECO     | 2012年10月                            |                                       | 未放送                 | CS放送                        | 一挙放送                            |

#### Blu-ray BOX / DVD-BOX
以下の内容は Blu-ray BOXとDVD-BOXで共通
- 発売日：2011年11月23日
- 発売・販売元：キングレコード
- 装丁：4枚組、特製外箱
- 封入特典：フルカラー特製ブックレット（36ページ）
- 収録時間：本編全10話（241分）＋映像特典（70分以上）
- 映像特典
  - 幻の名作ナビゲーション番組『エピソード0』
  - メイキング映像
    - 河川敷村にようこそ〜メイキングPart1〜
    - 初公開〜村長&星はこうしてつくられる!〜
    - ザ・ベストショット集〜メイキングPart2〜
    - ノーカット版〜カッパ体操完全版収録〜
    - 特撮の裏側〜メイキングPart3〜
    - 荒川に住んだ日々〜キャストスペシャルインタビュー〜

  - 番宣SPOT集
  - 特別収録『幻の名曲〜ママ歌〜byステラ 完全版』

#### インターネット配信
- 2020年7月29日からTVerで配信期間1週間のスペシャル配信が行われている[12]。

| 毎日放送 土曜深夜ドラマ                          | 毎日放送 土曜深夜ドラマ                               | 毎日放送 土曜深夜ドラマ      |
| 前番組                                           | 番組名                                                | 次番組                       |
| ------------------------------------------------ | ----------------------------------------------------- | ---------------------------- |
| マッスルガール!                                  | 荒川アンダー ザ ブリッジ                              | 廃枠                         |
| 毎日放送 土曜 24:30 - 24:58枠                    |                                                       |                              |
| マッスルガール!                                  | 荒川アンダー ザ ブリッジ 【ここまで土曜深夜ドラマ枠】 | S☆1 【30分繰り下げ、枠移動】 |
| TBS 火曜深夜24:55 - 25:25（水曜未明0:55 - 1:25） |                                                       |                              |
| マッスルガール!                                  | 荒川アンダー ザ ブリッジ                              | 深夜食堂2                    |

### 映画
テレビドラマ版の劇場作品でありテレビドラマと同キャスト。監督は『彩恋』の飯塚健で自ら脚本も手がける。テレビドラマは短編形式であったが、映画ではドラマチックなテーマに取り組んでいる。
キャッチコピーは「宝物はきっと、ここ(AUTB)にある――。」。
全国172スクリーンという小規模公開ながら、2012年2月4、5日の初日2日間で興収5,856万700円、動員4万2,913人になり映画観客動員ランキング（興行通信社調べ）で初登場第8位となった。

#### スタッフ（映画）
- 原作 - 中村光
- 監督・脚本 - 飯塚健
- 助監督 - 原桂之介
- 製作 - 田口浩司、大月俊倫、村松俊亮、辰巳隆一
- プロデューサー - 宿利剛、杉山剛、丸山博雄、石田雄治 - 宇田川寧
- ラインプロデューサー - 本島章雄
- 共同プロデューサー - 倉重宣之、松本整
- 制作プロデューサー - 柴原祐一
- 撮影 - 相馬大輔
- 美術監督 - 相馬直樹
- 編集 - 飯塚健、木村悦子
- キャスティング - 田端利江
- 音楽 - 海田庄吾
- 主題歌 - ザ50回転ズ「涙のスターダスト・トレイン」（Sony Music Associated Records）[13]
- VFXスーパーバイザー - 小坂一順
- スタイリスト - 横田勝広
- ヘアメイク - 内城千栄子
- 照明 - 佐藤浩太
- 装飾 - 野村哲也
- 特殊造形 - 百武朋
- 美術デザイナー - 佐久嶋依里
- 録音 - 田中博信
- 制作プロダクション - スモーク
- 制作協力 - ダブ
- 宣伝 - ショウゲート
- 製作 - AUTBパートナーズ（キングレコード、ソニー・ミュージックエンタテインメント、スクウェア・エニックス、MBS、博報堂DYメディアパートナーズ、ショウゲート、スモーク、日活・チャンネルNECO）
- 配給 - ソニー・ピクチャーズ エンタテインメント

## その他
- 『ヤングガンガン』（スクウェア・エニックスとしての提供）のテレビCMで、第1期では『WORKING!!』（読売テレビなど）と、第2期では『STAR DRIVER 輝きのタクト』（MBS・TBS系全国ネット）といずれも隔週交代で登場していた。出演していたのは、第1期ではリクと星、第2期ではリクとニノ。なお、リク・星はペープサート（割り箸に顔の部分の絵が貼られたもの）になっていた。
- 『メタルギアソリッド ピースウォーカー』とのコラボレーションで、単行本第6巻と第8巻が設置アイテムとして、またリク・ニノ・星・村長・シスター・マリアのそれぞれがプリントされたオリジナルTシャツがユニフォームとしてダウンロード配信された。
- 映画版に出演した井上和香は、この作品がきっかけで知り合った飯塚健と2012年5月13日に入籍することを自らのブログで発表した[15]。